# Terem
Terem è un comune dell'Ungheria di 698 abitanti (dati 2001). È situato nella contea di Szabolcs-Szatmár-Bereg.